# Scone Palace

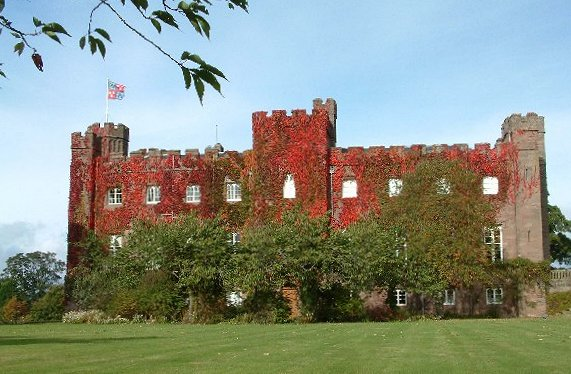
Scone Palace.

Scone Palace är ett slott i orten Old Scone nära Perth i Skottland byggt 1802-1812.
Palatset var familjesätet för Lords of Scone sedan 1604 och numera är det earlerna av Mansfields hem. Det är det tredje palatset som byggts på platsen, som var en forntida samlingsplats för pikterna. Det första palatset byggdes åt Scones abbotar. Under medeltiden bodde Skottlands kungar där då de var i Scone för att krönas.
I mer än femhundra år var den största skatten i Scone Palace Sconestenen, på vilken de tidiga skotska kungarna kröntes. Den förste som kröntes där var  Robert the Bruce 1306 och den siste, Karl II, då han tog emot den skotska kronan 1651. Edvard I tog stenen till Westminster Abbey 1296, och lät tillverka kröningsstolen för att passa över den. Numera kan fina samlingar av möbler, keramik, elfenben och klockor ses i Scone Palace. Trädgårdarna och markerna är också öppna för allmänheten. 